# فولسك
فولسك (بالروسية: Вольск) هي إحدى مدن روسيا في الكيان الفدرالي الروسي ساراتوف أوبلاست.

## أعلام
- بوريس ستيبانوفيتش فينوغرادوف
- مارغريتا غونكاروفا
- فلاديمير سيمينيتس
- ميخائيل غريغوريفتش بوبوف